# Kansas City Chiefs 2008
La stagione 2008 dei Kansas City Chiefs è stata la 39ª nella National Football League e la 49ª complessiva.
La stagione fu una delle peggiori della storia della franchigia, terminando con un record di 2-14, il peggiore della NFL assieme ai St. Louis Rams. Dopo avere scambiato il defensive end Jared Allen, che aveva guidato la NFL in sack l'anno precedente, con i Minnesota Vikings, la squadra stabilì un record NFL negativo per una stagione da 16 partite mettendo a segno solo 10 sack.

## Roster
| Roster dei Kansas City Chiefs nel 2008 |
| --- |
| Quarterback - 8 Quinn Gray - 4 Tyler Thigpen Running Back - 26 Jackie Battle - 25 Jamaal Charles - 42 Mike Cox FB - 27 Larry Johnson Wide Receiver - 82 Dwayne Bowe - 83 Mark Bradley - 89 Devard Darling - 85 Will Franklin - 14 Kevin Robinson KR/PR - 80 Jeff Webb Tight End - 87 Brad Cottam - 88 Tony Gonzalez - 45 Michael Merritt Offensive Linemen - 76 Branden Albert T - 71 Andrew Carnahan T - 73 Adrian Jones G - 77 Damion McIntosh T - 64 Rudy Niswanger C - 67 Barry Richardson T - 74 Wade Smith G/C - 75 Herb Taylor T - 65 Tavares Washington G/T - 54 Brian Waters G Defensive Linemen - 94 Jason Babin DE - 70 Alfonso Boone DE/DT - 72 Glenn Dorsey DT - 95 Ron Edwards DT - 92 Wallace Gilberry DE - 91 Tamba Hali DE - 69 Derek Lokey DT - 96 Andy Studebaker DE - 93 Tank Tyler DT Linebacker - 50 Rocky Boiman OLB/ILB - 57 Weston Dacus ILB - 52 Curtis Gatewood OLB - 56 Derrick Johnson OLB - 55 Pat Thomas ILB - 53 Demorrio Williams OLB Defensive Back - 39 Brandon Carr CB - 35 Oliver Celestin SS - 30 Ricardo Colclough CB - 24 Brandon Flowers CB - 34 David Macklin CB - 47 Jon McGraw FS - 38 DaJuan Morgan SS - 44 Jarrad Page FS - 49 Bernard Pollard SS - 23 Patrick Surtain CB Special Team - 5 Connor Barth K - 2 Dustin Colquitt P - 48 Thomas Gafford LS Lista delle riserve - 12 Brodie Croyle QB (IR) - 51 J. P. Darche LS (IR) - 59 Donnie Edwards OLB (IR) - 11 Damon Huard QB (IR) - 97 Brian Johnston DE (IR) - 31 Maurice Leggett CB (IR) - 90 Turk McBride DE (IR) - 21 Kolby Smith RB (IR) Squadra di allenamento - 60 Brian De La Puente G - 66 Aden Durde LB Int'l - 62 Edwin Harrison G - 99 T.J. Jackson DT (Infortunato) - 15 Ingle Martin QB - 29 Dantrell Savage RB - 98 Kyle Shotwell OLB |
| Legenda - I rookie sono in corsivo. - Il primo ruolo è il principale mentre gli eventuali successivi indicano i ruoli secondari. - (IR) sta per Injured Reserve ed indica la lista ristretta per un solo giocatore infortunato che può tornare ad allenarsi dopo la settimana 6 e a rientrare in prima squadra dopo che questa ha giocato 8 partite. - (NF-Inj.) / (NF-Ill.) stanno rispettivamente per Non-Football Injured e Non-Football Illness ed indicano le liste dove viene inserito un giocatore che ha un infortunio o una malattia non dipendente dal football americano. - (PUP) sta per Physically Unable to Perform ed indica la lista dove viene inserito un giocatore mentre è in attesa di recuperare la condizione fisica. Nella stagione regolare dopo la sesta partita giocata dalla propria squadra, il giocatore ha tempo tre settimane per riprendere ad allenarsi, più tre settimane aggiuntive dal suo rientro agli allenamenti per rientrare in prima squadra. |

## Calendario
| Stagione regolare  |                   |                      |               |              |                                 |     |        |         |
| Turno              | Data              | Avversario           | Risultato     | Ora          | Stadio                          | TV  | Record | Sintesi |
| 1                  | 7 settembre 2008  | New England Patriots | S 10–17       | 12:00 PM CST | Gillette Stadium                | CBS | 0–1    | Recap   |
| 2                  | 14 settembre 2008 | Oakland Raiders      | S 8–23        | 12:00 PM CST | Arrowhead Stadium               | CBS | 0–2    | Recap   |
| 3                  | 21 settembre 2008 | Atlanta Falcons      | S 14–38       | 12:00 PM CST | Georgia Dome                    | CBS | 0–3    | Recap   |
| 4                  | 28 settembre 2008 | Denver Broncos       | V 33–19       | 12:00 PM CST | Arrowhead Stadium               | CBS | 1–3    | Recap   |
| 5                  | 5 ottobre 2008    | Carolina Panthers    | S 0–34        | 12:00 PM CST | Bank of America Stadium         | CBS | 1–4    | Recap   |
| Settimana di pausa |                   |                      |               |              |                                 |     |        |         |
| 7                  | 19 ottobre 2008   | Tennessee Titans     | S 10–34       | 12:00 PM CST | Arrowhead Stadium               | CBS | 1–5    | Recap   |
| 8                  | 26 ottobre 2008   | New York Jets        | S 24–28       | 12:00 PM CST | Giants Stadium                  | CBS | 1–6    | Recap   |
| 9                  | 2 novembre 2008   | Tampa Bay Buccaneers | S 27–30 (dts) | 12:00 PM CST | Arrowhead Stadium               | Fox | 1–7    | Recap   |
| 10                 | 9 novembre 2008   | San Diego Chargers   | S 19–20       | 3:15 PM CST  | Qualcomm Stadium                | CBS | 1–8    | Recap   |
| 11                 | 16 novembre 2008  | New Orleans Saints   | S 20–30       | 12:00 PM CST | Arrowhead Stadium               | Fox | 1–9    | Recap   |
| 12                 | 23 novembre 2008  | Buffalo Bills        | S 31–54       | 12:00 PM CST | Arrowhead Stadium               | CBS | 1–10   | Recap   |
| 13                 | 30 novembre 2008  | Oakland Raiders      | V 20–13       | 3:15 PM CST  | Oakland–Alameda County Coliseum | CBS | 2–10   | Recap   |
| 14                 | 7 dicembre 2008   | Denver Broncos       | S 17–24       | 3:05 PM CST  | INVESCO Field at Mile High      | CBS | 2–11   | Recap   |
| 15                 | 14 dicembre 2008  | San Diego Chargers   | S 21–22       | 12:00 PM CST | Arrowhead Stadium               | CBS | 2–12   | Recap   |
| 16                 | 21 dicembre 2008  | Miami Dolphins       | S 31–38       | 12:00 PM CST | Arrowhead Stadium               | CBS | 2–13   | Recap   |
| 17                 | 28 dicembre 2008  | Cincinnati Bengals   | S 6–16        | 12:00 PM CST | Paul Brown Stadium              | CBS | 2–14   | Recap   |

## Classifiche
| AFC West               |   |    |   |      |     |      |     |     |     |
|                        | V | S  | P | %    | DIV | CONF | PF  | PS  | STR |
| (4) San Diego Chargers | 8 | 8  | 0 | .500 | 5–1 | 7–5  | 439 | 347 | V4  |
| Denver Broncos         | 8 | 8  | 0 | .500 | 3–3 | 5–7  | 370 | 448 | S3  |
| Oakland Raiders        | 5 | 11 | 0 | .313 | 2–4 | 4–8  | 263 | 388 | V2  |
| Kansas City Chiefs     | 2 | 14 | 0 | .125 | 2–4 | 2–10 | 291 | 440 | S4  |